# Āq Yājī
Āq Yājī (persiska: آق ياجی) är en ort i Iran.   Den ligger i provinsen Golestan, i den norra delen av landet, 400 km nordost om huvudstaden Teheran. Āq Yājī ligger 207 meter över havet och antalet invånare är 486.
Terrängen runt Āq Yājī är kuperad åt sydost, men åt nordväst är den platt. Runt Āq Yājī är det ganska glesbefolkat, med 48 invånare per kvadratkilometer. Närmaste större samhälle är Kalāleh, 16,4 km söder om Āq Yājī. Trakten runt Āq Yājī består till största delen av jordbruksmark.